# Schlachtgeschwader 4
Das Schlachtgeschwader 4 war ein Verband der Luftwaffe der Wehrmacht im Zweiten Weltkrieg. Es war mit Schlachtfliegern vom Typ Focke-Wulf Fw 190 ausgestattet und führte Luftangriffe mit Bomben und Bordwaffen, unmittelbar zur Unterstützung der Bodentruppen durch. Das Geschwader wurde zur Abwehr des alliierten Italienfeldzugs, im Deutsch-Sowjetischen Krieg und an der Westfront 1944/45 eingesetzt. Es wurde am 8. Mai 1945, nach der bedingungslosen Kapitulation der Wehrmacht, aufgelöst.

## Aufstellung
Der Geschwaderstab und die I. Gruppe entstanden am 18. Oktober 1943 in Piacenza (Lage), im vom NS-Staat besetzten Teil der Italiens. Der Geschwaderstab war der umbenannte Geschwaderstab des Schlachtgeschwaders 2 und die I. Gruppe die ehemalige II. Gruppe des Schlachtgeschwaders 2. Die II. Gruppe des Geschwaders bildete sich am 18. Oktober 1943 ebenfalls in Italien, als in Viterbo (Lage) die II. Gruppe des Schnellkampfgeschwaders 210 umbenannt wurde. Die III. Gruppe war die umbenannte III. Gruppe des Schnellkampfgeschwaders 210, die am 18. Oktober 1943 in Graz (Lage) lag. Das Geschwader war mit der Focke-Wulf Fw 190, in den Schlachtfliegervarianten F und G ausgestattet.

## Gliederung
Der Geschwaderstab führte am 10. Januar 1945 die I. bis III. Gruppe, die wiederum in Staffeln unterteilt waren. Die 1. bis 3. Staffel gehörte der I. Gruppe, die 4. bis 6. Staffel der II. Gruppe und die 7. bis 9. Staffel der III. Gruppe an. Jede Staffel führte ein Staffelkapitän und war in drei Schwärme mit je vier Flugzeugen unterteilt. Daraus ergab sich eine Sollstärke der Schlachtfliegergruppe von 36 Flugzeugen in den drei Staffeln und 6 Flugzeugen für die Gruppenstabsstaffel mit dem Gruppenkommandeur. Dies ergab bei drei Schlachtfliegergruppen eine Sollstärke von 126 Flugzeugen und 6 Flugzeugen für die Geschwaderstabsstaffel mit dem Geschwaderkommodore. Daraus ergibt sich eine Sollstärke von 132 Flugzeugen.

## Geschichte

### Italien 1943/44
Im Oktober 1943 lagen der Geschwaderstab, die I. und die II. Gruppe in Italien, das nach der Kapitulation gegenüber den Westalliierten am 3. September 1943 von der Wehrmacht besetzt wurde. Nachdem die Westalliierten am 9. September 1943 mit der Landung im Golf von Salerno italienisches Festland betreten hatten, kämpften sie sich langsam in Richtung Norden vor. In dieser Phase war das Geschwader dem Fliegerführer 2 der Luftflotte 2 unterstellt. Überwiegend ausgerüstet mit der Focke-Wulf Fw 190, in den Schlachtfliegervariante G-3, wurde es gemäß der Doktrin eines Schlachtgeschwaders direkt gegen feindliche Bodentruppen an der Frontlinie eingesetzt. Dazu hatte die verwendete Fw 190G-3 im Vergleich zur Jagdfliegervariante der A-Serie eine verbesserte Panzerung und ein verstärktes Fahrwerk. Am Rumpf konnten Bomben bis zu 500 kg und zusätzlich mit Hilfe eines Einhängerostes vier 50-kg-Bomben angehängt werden. An den Tragflächen konnten weitere Außenlasten mitgeführt werden. Diese Änderungen wirkten sich auf die Flugleistungen der Fw 190G-3 aus. So musste ein Geschwindigkeitsverlust von bis zu 90 km/h, eine Reduzierung der Steigleistung um bis zu 5 m/s sowie eine Verringerung der Dienstgipfelhöhe um etwa 2300 m hingenommen werden. Zudem war die Manövrierfähigkeit mit Bombenlast erheblich eingeschränkt und durch die fest installierten Träger unter Rumpf und Tragflächen musste auch nach Abwurf der Außenlasten noch ein Geschwindigkeitsverlust von 15–30 km/h in Kauf genommen werden.
Im Januar 1944 wurde das Geschwader mit dem Stab, der I. und II. Gruppe auf dem Fliegerhorst Viterbo konzentriert. Nachdem es den Alliierten am 22. Januar 1944 mit der Operation Shingle gelungen war, im Rücken der 10. Armee zu landen und dort einen Brückenkopf zu bilden, wurde das Geschwader schwerpunktmäßig dort eingesetzt. Mit der Beseitigung des Brückenkopfes wurde die 14. Armee beauftragt, die nach einer gescheiterten Offensive aber defensiv blieb. Die Kämpfe um den Brückenkopf zogen sich bis zum 25. Mai hin, bevor die deutschen Truppen nach Norden zurückgedrängt wurden. Dabei fiel am 26. Mai der Geschwaderkommodore Oberstleutnant Georg Dörffel, als seine Fw 190F-8 bei einem Luftkampf mit US-amerikanischen P-47 Thunderbolt 15 km nordwestlich von Rom abgeschossen wurde. Das Geschwader verlegte  ebenfalls auf neue weiter nördlich gelegene Basen. So lag der Geschwaderstab und die I. Gruppe Anfang Juni in Airasca (Lage) und die II. Gruppe in Levaldigi. (Lage)

### Alliierte Invasion in Nordfrankreich 1944
Die am 18. Oktober 1943 in Graz aufgestellte III. Gruppe des Geschwaders wechselte im November in das vom NS-Staat besetzte Frankreich, ab Februar 1944 auf dem Fliegerhorst Clastres. (Lage) Zu dieser Zeit hatte sie noch keine von den zugesagten Maschinen erhalten. Erst im März/April traf die volle Ausstattung ein, so dass die III. Gruppe zu diesem Zeitpunkt einsatzbereit war.
Sie war vorläufig überwiegend mit der Focke-Wulf Fw 190 in der Jägervariante A-6 ausgestattet, da die Schlachtfliegervarianten der F-Serie nicht ausreichend verfügbar waren. Erst im Juli 1944 erhielt die III. Gruppe die Schlachtfliegervariante F-8.
Bei Beginn der alliierten Invasion an den Küsten in Nordfrankreichs war die III. Gruppe dem Fliegerführer West des II. Fliegerkorps der Luftflotte 3 zugeteilt. Sie wechselte am gleichen Tage nach Laval (Lage), das näher am Schauplatz des Geschehens lag. Anschließend griff sie in die Kämpfe in der Normandie zugunsten der 7. Armee ein. Innerhalb eines Monats erlitt sie dabei 27 Totalverluste an Flugzeugen. Anfang Juli verlegte sie nach Dünaburg, im Nordabschnitt der gegen die Sowjetunion gerichteten Front.

### Deutsch-Sowjetischer Krieg 1944
Anfang Juli verlegten der Geschwaderstab, die I. und die II. Gruppe von Italien aus und die III. Gruppe von Frankreich aus, nach Dünaburg im deutschbesetzten Litauen. Dort, im Nordabschnitt der gegen die Sowjetunion gerichteten Front, waren die Auswirkungen der sowjetischen Operation Bagration, als ab dem 22. Juni 1944 die Front der Heeresgruppe Mitte durchbrochen wurde, ebenfalls zu spüren. Die Heeresgruppe Nord musste sich ebenfalls zurückziehen und verlor die letzte Landverbindung zur Heeresgruppe Mitte, als Ende Juli sowjetische Truppen die Ostsee erreichten. In diesem Bereich kam das Geschwader bei der 3. Fliegerdivision der Luftflotte 1 zum Einsatz.
Hauptsächlich flog das Geschwader zu dieser Zeit mit der Fw 190 in der Variante F-8, die eine neue gewölbte Kabinenhaube hatte, die dem Flugzeugführer mehr Bewegungsfreiheit gewährte und gleichzeitig die bei Erdkampfeinsätzen so wichtige Bodensicht verbesserte. Um das immer weiter ansteigende Abfluggewicht zu kompensieren, wurde bei der F-8 zusätzlich die Tragflächenstruktur im Bereich des Fahrwerks verstärkt.
Vom Fliegerhorst Jakobstadt aus griff das Geschwader in die Bodenkämpfe ein, bei der deutschen Offensive zur Wiederherstellung der Verbindung zur abgeschnittenen Heeresgruppe Nord. Als am 14. September die sowjetische Baltische Operation begann, mit dem Ziel die Wehrmacht bis an die Reichsgrenze zurückzudrängen, stand das Geschwader an den Brennpunkten im Einsatz. Bis in den Spätherbst blieb das Geschwader in diesem Bereich, bevor es zur Wiederauffrischung nach Reinsehlen (Lage), Lippspringe (Lage) und Gütersloh (Lage) verlegte.

### Westfront 1944/45
Nach der Auffrischung und Auffüllung des Geschwaders verlegte es für die Unterstützung der sogenannten Ardennenoffensive (Unternehmen Wacht am Rhein) mit dem Geschwaderstab und der I. bis III. Gruppe auf den Fliegerhorst Köln-Wahn. (Lage) Dort war es der 3. Fliegerdivision des Luftwaffenkommandos West unterstellt. Mit insgesamt 130 Focke-Wulf Fw 190F-8 in seinen Reihen, trat das Geschwader am 16. Dezember zur Unterstützung der 5. und 6. Panzerarmee an. Da der Beginn der Offensive, aufgrund der übermächtigen alliierten Jäger und Jagdbomber, in eine Zeit mit schlechtem Flugwetter gelegt wurde, blieb das Geschwader meistens am Boden. Am 1. Januar 1945, als sich das Scheitern der Offensive bereits abzeichnete, nahm das Geschwader am Unternehmen Bodenplatte teil. Zusammen mit anderen Jagd- und Nachtjagdgeschwadern griff es alliierte Flugplätze hinter der Front an. Alle anvisierten Ziele sollten gegen 9.20 Uhr überraschend angegriffen und mit Bordwaffen beschossen werden. Obwohl die Überraschung gelang, wurden relativ wenig feindliche Flugzeuge am Boden zerstört. Auf dem belgischen Flugplatz Sint-Truiden, der dem Geschwader als Ziel zugewiesen war, gab es nur mäßige Zerstörungen. Auf dem Rückflug schoss eine US-Flugzeugabwehrkanone im Hürtgenwald bei Aachen den Geschwaderkommodore Oberst Alfred Druschel mit seiner Fw 190F-8 ab, der daraufhin verstarb.

### Deutsch-Sowjetischer Krieg 1945
Im Januar 1945 verlegte das Geschwader wieder zurück zur Ostfront, im Krieg gegen die Sowjetunion. Dort hatte am 12. Januar die sowjetische Weichsel-Oder-Operation begonnen, der sich die Niederschlesische Operation ab dem 8. Februar anschließen sollte. In diesem Einsatzraum erhielt das Geschwader die Basen Rosenborn (Lage) und Woisselsdorf (Lage) zugewiesen. Der Stab, die II. und III. Gruppe waren dem VIII. Fliegerkorps der Luftflotte 6 zugewiesen, während die I. Gruppe und die 10. Staffel der 3. Fliegerdivision angehörten. Das Geschwader wurde an den Brennpunkten der Front der Heeresgruppe Mitte eingesetzt. Nachdem sich die Front im Zuge der sowjetischen Oberschlesischen Operation weiter nach Westen verschob, wechselte das Geschwader im März auf den Fliegerhorst Dresden-Klotzsche. (Lage) Im April unterstützte das Geschwader die Bodentruppen in der Schlacht um Bautzen. Letzte Einsätze fanden während der sowjetischen Prager Operation im tschechischen Raum statt. Dazu hatte das Geschwader die Fliegerhorste Prossnitz (Lage) und Königgrätz (Lage) eingenommen. Am 8. Mai 1945, nach der bedingungslosen Kapitulation der Wehrmacht, wurde das Geschwader aufgelöst.

## Kommandeure

### Geschwaderkommodore
| Dienstgrad | Name             | Zeit                                   |
| ---------- | ---------------- | -------------------------------------- |
| Major      | Heinrich Brücker | 18. Oktober 1943 bis 30. April 1944    |
| Major      | Georg Dörffel    | 1. Mai 1944 bis 26. Mai 1944 †         |
| Major      | Ewald Janssen    | 1. Juni 1944 bis 28. Dezember 1944     |
| Oberst     | Alfred Druschel  | 28. Dezember 1944 bis 1. Januar 1945 † |
| Major      | Werner Dörnbrack | 3. Januar 1945 bis 8. Mai 1945         |

### Gruppenkommandeure
I. Gruppe
- Major Werner Dörnback, Oktober 1943 bis 1. Dezember 1943[31]
- Major Heinrich Zwipf, 1. Dezember 1943 bis 28. April 1944[32]
- Major Werner Dörnback, 28. April 1944 bis 4. Januar 1945[33]
- Hauptmann Fritz Schröter, 4. Januar 1945 bis 8. Mai 1945[34]

II. Gruppe
- Hauptmann Gerhard Walther, 18. Oktober 1943 bis 19. Mai 1944[35]
- Hauptmann Friedrich-Wilhelm Strakeljahn, 19. Mai 1944 bis 6. Juli 1944[36]
- Hauptmann Werner Dedekind, 7. Juli 1944 bis 10. November 1944[37]
- Major Hans Stollenberger, 11. November 1944 bis  Dezember 1944[38]
- Major Gerhard Weyert, Dezember 1944 bis 27. Januar 1945[39]
- Hauptmann Josef Berlage, 28. Januar 1945 bis 8. Mai 1945[40]

III. Gruppe
- Hauptmann Werner Dedekind, 18. Oktober 1943 bis 9. Januar 1944[41]
- Major Gerhard Weyert, 10. Januar 1944 bis Dezember 1944[42]
- Major Hans Weber, ? bis 8. Mai 1945[43]

## Auszeichnungen
Bekannte Träger des Ritterkreuz des Eisernen Kreuzes oder höherer Stufen des Schlachtgeschwaders 4.
| Name              | Dienstgrad | Einheit   | Ritterkreuz   | Eichenlaub    |
| ----------------- | ---------- | --------- | ------------- | ------------- |
| Dörnbrack, Werner | Major      | I./SG 4   |               | 24. Nov. 1944 |
| Golles, Karl      | Leutnant   | 9./SG 4   | 9. Juni 1944  |               |
| Janssen, Ewald    | Major      | Stab/SG 4 | 31. Okt. 1944 |               |

## Bekannte Geschwaderangehörige
- Gerhard Limberg (1920–2006), war von 1974 bis 1978, als Generalleutnant der Luftwaffe der Bundeswehr, Inspekteur der Luftwaffe